# Воробьёва Гора
Воробьёва Гора — деревня в Советском районе Кировской области в составе Мокинского сельского поселения.

## География
Деревня находится в южной части области, в зоне хвойно-широколиственных лесов, недалеко от правого берега Немды, на расстоянии приблизительно 25 километров (по прямой) на юг-юго-восток от города Советска, административного центра района.  

### Климат
Климат характеризуется как умерено континентальный, с тёплым летом и холодной длительной зимой. Среднегодовая температура — 2 — 2,3 °C. Средняя температура воздуха самого холодного месяца (января) составляет −14 °C; самого тёплого месяца (июля) — 18,2 — 18,3 °C. Период с отрицательными температурами длится около 160 дней. Годовое количество атмосферных осадков — 530—550 мм.

## История
Известна с 1873 года как починок. В тот год дворов было 14 и жителей 177, в 1905 — 39 и 249, в 1926 — 42 и 231, в 1950 — 29 и 113. В 1989 году проживало 328 человек.

## Население
| 2010 |
| ---- |
| 241  |

Постоянное население составляло 315 человек (русские 94 %) в 2002 году, 241 — в 2010.

## Инфраструктура
В деревне по состоянию на 2013 год имеются: почтовое отделение, фельдшерско-акушерский пункт, 2 частных магазина, дом культуры, библиотека, школа с дошкольной группой детского сада, третье отделение ОАО «Мокинский». С районным центром деревня связана дорогой с асфальтовым покрытием, ходит рейсовый автобус.